# Relações entre Síria e Turquia
As relações entre Síria e Turquia são as relações diplomáticas estabelecidas entre a República Árabe Síria e a República da Turquia. Ambos são vizinhos, com uma extensão de 822 quilômetros na fronteira entre os dois países, e compartilham importantes laços históricos, já que a Síria fez parte do Império Otomano.

## História
Estas relações têm sido amargas desde o nascimento de ambas as nações após a Primeira Guerra Mundial. Um desentendimento territorial sobre a moderna província turca de Hatay foi o primeiro ponto de conflito. Apesar de ser reivindicada por Ancara no âmbito do Pacto Nacional Turco de 1920, Hatay permaneceu como parte do Mandato Francês da Síria até 1938. Mesmo assim, a decisão do parlamento autónomo para se juntar à Turquia em 1939 não foi aceita pela Síria, o que enfraqueceu as relações durante décadas. A partilha de água causou outro problema de longa duração. A construção de barragens nos rios Eufrates e Orontes, limitando o fluxo através da fronteira da Turquia, causou ressentimento. Porém, a deterioração mais decisiva no relacionamento veio quando o pai de Bashar al-Assad, Hafez, forneceu bases e apoio ao Partido dos Trabalhadores do Curdistão nas décadas de 1980 e 1990 durante este conflito contra a Turquia.
A decisão da Turquia de agir contra a Síria para cortar o seu apoio ao PKK, em 1998, mudou a dinâmica desta relação e sob a ameaça de ataque militar, Damasco deu fim ao refúgio que havia oferecido ao líder do PKK, Abdullah Öcalan. Os dois países assinaram o Protocolo de Adana e as hostilidades terminaram. Como um sinal das novas relações, o presidente turco, Ahmet Necdet Sezer inclusive compareceu ao funeral de Hafez al-Assad. Nos dez anos seguintes, os dois países foram aliados firmes e Ancara até mesmo ajudou o regime de Assad a escapar do isolamento internacional, após o assassinato do primeiro-ministro libanês Rafik Hariri. A Síria tornou-se uma peça-chave para a resolução de problemas políticos da Turquia com seus vizinhos e a sua abertura para o Mundo Árabe.

## Guerra Civil Síria

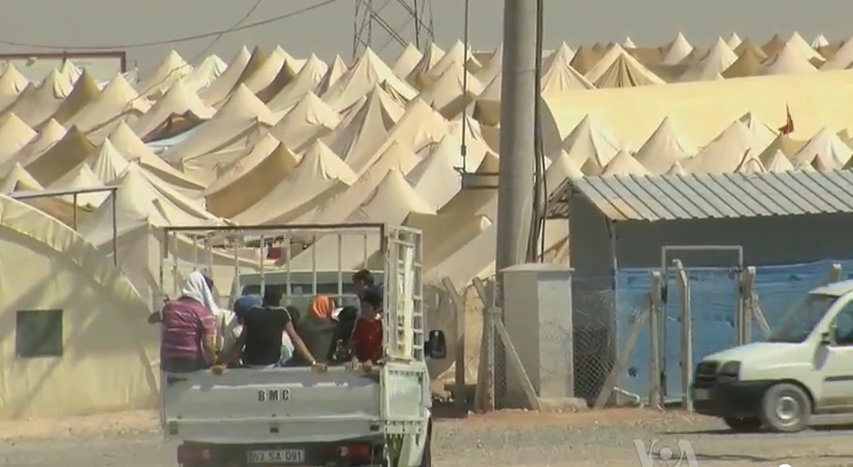
Campo de refugiados na fronteira entre Síria e Turquia

Com o início da guerra civil na Síria, houve outro conflito na relação entre os dois governos. Após se manter afastada por alguns meses, na esperança de uma resolução, a Turquia resolveu apoiar a revolta popular e pedir abertamente a remoção de Bashar al-Assad do poder. A oposição do Conselho Nacional Sírio foi autorizada a se reunir na Turquia, enquanto que as fronteiras e bases foram abertas a grupos rebeldes. Uma das consequências desta posição era uma onda de 2 milhões de refugiados para a Turquia e os problemas de segurança que se originaram do tráfico de armas e do fluxo de combatentes que se concentravam em torno da área de fronteira.
Conforme o grupo Estado Islâmico do Iraque e do Levante se expandia geograficamente e militarmente, trazendo a batalha de Kobanî próxima à Turquia e até mesmo conduzindo atentados terroristas dentro do território, o governo de Recep Tayyip Erdoğan teve de rever a sua política mais uma vez.

### Oposição Síria

Bandeira da Oposição Síria

Com o eclodir da Guerra Civil Síria, o governo turco rapidamente condenou as repressões do governo de Bashar al-Assad sobre os manifestantes da Oposição Síria. e no final de 2011, a Turquia juntou-se a vários países a pedir o fim do regime de Bashar al-Assad
O governo turco, desde do início do conflito na Síria, se tornou um dos maiores apoiantes da Oposição Síria, abrindo as suas fronteiras para desertores do Exército Árabe Sírio, bem como, de movimentos e partidos ilegais sírios. Os desertores do Exército Sírio viriam a formar o Exército Livre da Síria, o principal braço armado da Oposição Síria. Os diversos políticos e movimentos da oposição viriam a formar o Conselho Nacional Sírio, o principal movimento político anti-Assad, sediado em Istambul. A Turquia viria a reconhecer o Coalizão Nacional Síria da Oposição e das Forças Revolucionárias como o legítimo governo sírio, reforçando a influência turca sobre a Oposição Síria.
A partir de 2016, o apoio turco à Oposição Síria no seu objectivo de derrubar o governo de Bashar al-Assad esfriou, com vários dirigentes turcos a assinalarem como possível um diálogo directo com Bashar al-Assad. e referirem como inevitável reconhecer o papel de Bashar al-Assad para acabar com a guerra na Síria Esta tentativa de aproximação por Ancara ao governo de Damasco em muito se deve à crescente influência das milícias curdas, as Forças Democráticas Sírias, que a Turquia vê como uma extensão do PKK.

### Curdistão Sírio (Rojava)

Bandeira do Curdistão Sírio

Inicialmente, a reacção da Turquia em relação à emergência do Curdistão sírio foi de expectativa sobre o seu rumo, recebendo o líder do Partido de União Democrática (PYD), Salih Muslim Muhammad, em 2013, e 2014 com o governo turco chegando a dar ideia que o PYD poderia abrir uma representação em Ancara, desde que as políticas do PYD fossem aceitáveis para a Turquia.
Mas, com a crescente influência territorial do Curdistão Sírio, a Turquia tornou-se hostil para com o PYD e o seu braço armado, as Unidades de Proteção Popular (YPG), acusando-os de "terroristas" e de serem uma extensão do Partido dos Trabalhadores do Curdistão, movimento considerado terrorista por Ancara. A Turquia aplica um bloqueio económico na fronteira com o Curdistão Sírio, bem como recusa apoiar a coligação internacional liderada pelos Estados Unidos para cooperar com os curdos sírios. O apoio, cada vez mais forte, dos Estados Unidos às milícias curdas é um ponto de irritação para o governo turco, acusando os americanos de apoiarem "terroristas".

### Bombardeios em Idlib (Fevereiro de 2020)
Durante janeiro de 2020, o governo sírio juntamente com a Rússia mantiveram bombardeios contra a província síria de Idlib, na qual estava majoritariamente sob controle de terroristas rebeldes apoiados pela Turquia. No início de fevereiro, um desses bombardeios eliminou 4 militares turcos e feriu outros 9 . A Turquia imediatamente reagiu bombardeando uma parte da região de Idlib que havia sido recuperada pelo governo sírio, resultando em cerca de 30 a 35 sírios mortos, segundo o governo turco . Os eventos acabaram piorando as relações entre os governos turco e sírio.